# پارنال پتو
پارنال پتو (به انگلیسی: Parnall_Peto) یک هواگرد ملخ‌پیشین تک‌موتوره از نوع Submarine-launched naval reconnaissance ساخت شرکت پارنال است. هواگرد پارنال پتو نخستین پروازش را در ۴ ژوئن ۱۹۲۵ میلادی انجام داد. در مجموع، تعداد ۲ فروند از این هواگرد ساخته شده‌است.
طراح این هواگرد، Harold Bolas بود.